# 勒内·莫诺里
勒内·莫诺里（法語：René Monory，1923年6月6日—2009年4月11日），法国政治人物，前参议院议长。戴高樂主義者。

## 生平
1923年生于卢丹，早年经营汽车修理店。1959年加入人民共和運動，当选卢丹市长。1961年当选维埃纳省议会议员。1968年当选参议院议员。1973年当选普瓦图-夏朗德大区议会议员。1978年加入法国民主联盟。1977年后，历任法国工业、商业和手工业部长，经济部长，国民教育部长部长等职。1992年至1998年担任参议院议长。此外，他还是普瓦图-夏朗德大区议会议长（1985年－1986年）、维埃纳省议会议长（1977年－2004年）。2004年卸任参议院议员，退出政坛。2009年4月11日在卢丹逝世。

## 政策
在担任国民教育部长期间，他的部下德瓦凯（部长级代表）提出了高等教育改革法案，史称“德瓦凯法”。该法案引发众多学生进行反对示威活动，甚至引发血案，最终于1986年12月撤销。在担任参议院议长期间，他致力于信息化建设，领导开通参议院网站。1995年10月，他在第一轮投票中击败由法国社会党和法国共产党分别提出的候选人，以绝对多数再次当选参议院议长。
他是普瓦捷观测未来公园项目的提出者和倡导者。他希望该项目可以建设成一个汇集当代所有先进音像技术成果的永久性博览会。1994年10月28日，他作为维埃纳省议会议长，与深圳市人民政府市长厉有为在巴黎签署缔结友好省市关系协议。2002年向深圳市赠送大型雕塑作品《追求》。
他曾在1987年3月10日至16日、1994年2月22日至26日公开访华，与李鹏、乔石等领导人会见。1994年9月江泽民访问法国时，亦有会见莫诺里。

## 个人生活
1945年，他与苏珊娜·科特结婚。科特于2016年7月3日逝世，享年95岁。2人所生女儿為藝術家米歇爾·莫諾里，但於2023年8月15日在羅亞爾省羅賓DR400小型飛機墜毀事故中身亡。
他业余爱好赛车、乒乓球、打猎、钓鱼等活动。